# Urgezes
Urgezes ist eine Gemeinde im Norden Portugals.

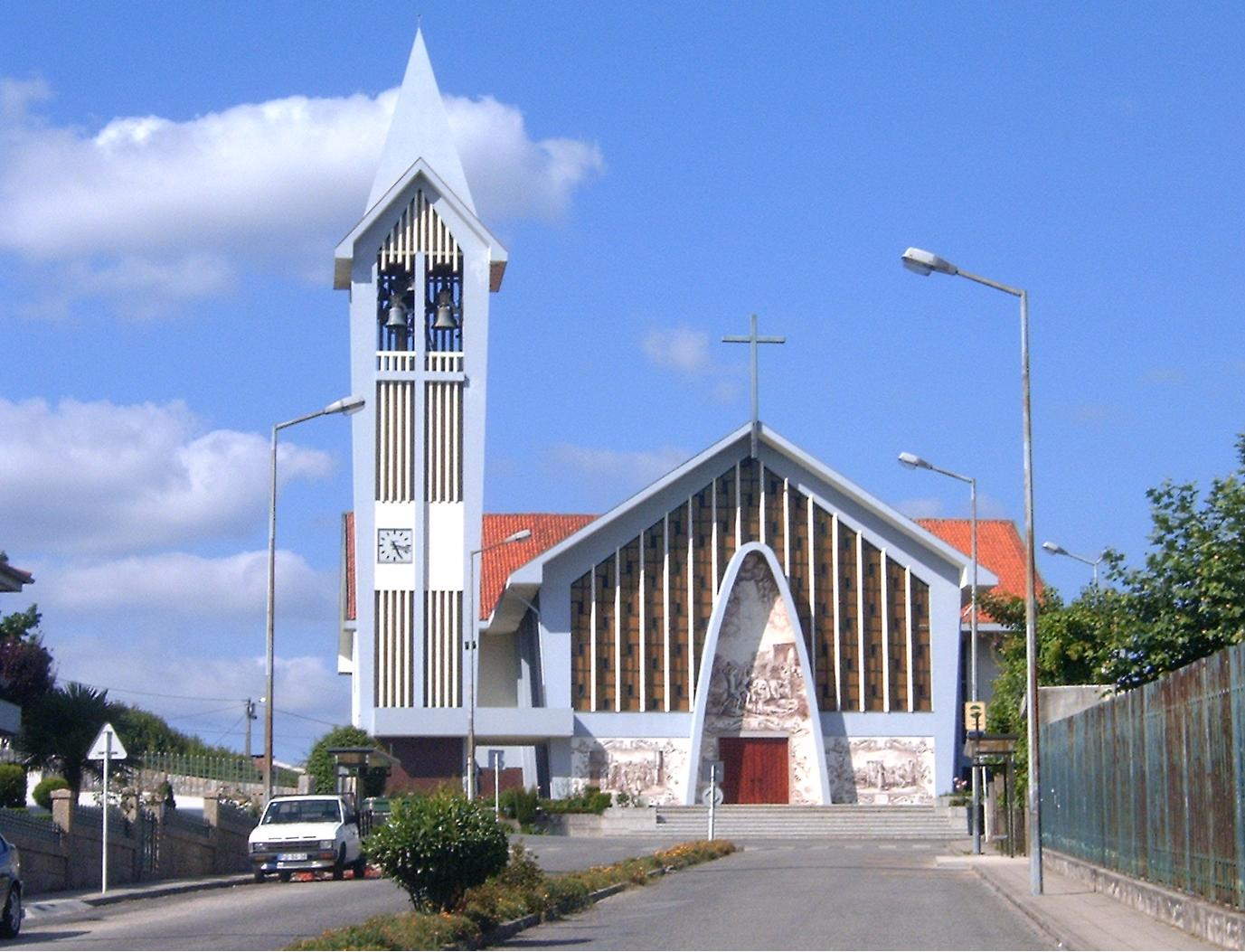
Kirche von Urgezes

Urgezes gehört zum Kreis und zur Stadt Guimarães im Distrikt Braga, umfasst eine Fläche von 3,3 km² und hat 5517 Einwohner (Stand 19. April 2021).

## Bauwerke (Auswahl)
- Centro Cultural Vila Flor
- Fonte Santa de São Gualter
- Capela dos Remédios
- Capela do Senhor das Pedrinhas
- Alminhas da Quinta da Fonte Santa